# Marco Schuster
Marco Schuster (* 10. Oktober 1995 in Eichstätt) ist ein deutscher Fußballspieler. Er steht bei Hansa Rostock unter Vertrag.

## Karriere
Schuster kam durch seinen Vater zum Fußball und spielte zunächst beim BC Blossenau und beim TSV Nördlingen, ehe er in der Jugendabteilung des FC Augsburg ausgebildet wurde. Für die Augsburger absolvierte er in der B- und A-Junioren-Bundesliga Süd/Südwest 77 Spiele und erzielte sechs Tore. Ab der Saison 2013/14 wurde er in der U23-Mannschaft der Fuggerstädter eingesetzt, die in der Regionalliga Bayern spielte. In vier Jahren stand Schuster dort in 64 Spielen auf dem Platz.
Zur Saison 2017/18 unterschrieb der Defensivspieler einen Einjahresvertrag beim Regionalligisten SV Waldhof Mannheim, der zunächst 2018 um ein Jahr und 2019 um zwei weitere Jahre verlängert wurde. Aufgrund eines Kreuzbandrisses konnte Schuster erst ab November 2017 für den Verein aktiv werden, erarbeitete sich dann aber ab Februar 2018 einen Stammplatz als defensiver Mittelfeldspieler. Mit den Waldhöfern stieg der Schwabe in der Saison 2018/19 als Regionalligameister in die 3. Liga auf und schloss die folgende Spielzeit mit ihnen auf Rang 9 ab. Als lauf- und zweikampfstarker „Stabilisator“ vor der Abwehr hatte er einen entscheidenden Anteil daran, dass die Mannheimer die viertwenigsten Gegentore der Liga kassierten. Dies brachte ihm die Spitzenposition in der Rangliste des deutschen Fußballs auf der Position „Mittelfeld defensiv“ ein.
Zur Saison 2021/22 wechselte Schuster zum SC Paderborn 07 in die 2. Bundesliga. Bei den Ostwestfalen blieb er insgesamt drei Jahre und bestritt 63 Ligaspiele. Ab Februar 2024 hatte er erneut mit Knieproblemen zu kämpfen, weshalb er zu keinen weiteren Einsätzen kam.
In der Sommerpause 2024 schloss er sich Hansa Rostock an, die in die 3. Liga abgestiegen waren. Mit den Norddeutschen erreichte er den 5. Platz und gewann den Landespokal von Mecklenburg-Vorpommern.

## Erfolge
SV Waldhof Mannheim
- Meister der Regionalliga Südwest und Aufstieg in die 3. Liga: 2019

Hansa Rostock
- Landespokalsieger Mecklenburg-Vorpommern: 2025